# Tschinke
Lo Tschinke o archibusetto slesiano è un particolare tipo di archibugio da caccia. Si tratta di un archibugio a ruota di piccolo calibro impiegato principalmente per la caccia agli uccelli.

## Storia
Originario della Slesia e in particolare della città di Teschen, da cui prende il nome (una denominazione alternativa è infatti Teschinge), si diffuse in Germania e nel resto dell'Europa settentrionale. Pare che già a partire dal 1580 il nome della città fosse collegato all'arma, sebbene non siano noti esemplari così antichi. La data precisa dell'introduzione di questo particolare archibugio è ignota, tuttavia ne esiste un esemplare conservato al Waffensammlung di Vienna datato 1610. Gli altri tschinke sopravvissuti sono per la maggior parte privi di data ma pare risalgano ad un periodo che va dalla metà del XVII secolo agli inizi del XVIII.

## Descrizione
Lo tschinke si presenta come un archibugio di piccolo calibro la cui piastra per il meccanismo a ruota è dotata di una grossa molla esterna; è presente un pulsante, sempre esterno, per azionare lo scatto. Il calcio solitamente presenta angoli molto acuti. Le decorazioni sono ricche e consistono di intarsi di corno e madreperla sul calcio e la cassa, mentre la piastra è solitamente incisa e dorata.